# Зорин, Эрнст Петрович
Эрнст Петрович Зорин (настоящая фамилия Нотерзор, 17 апреля 1937, СССР — 22 марта 2020, Нью-Йорк) — советский актёр.

## Биография

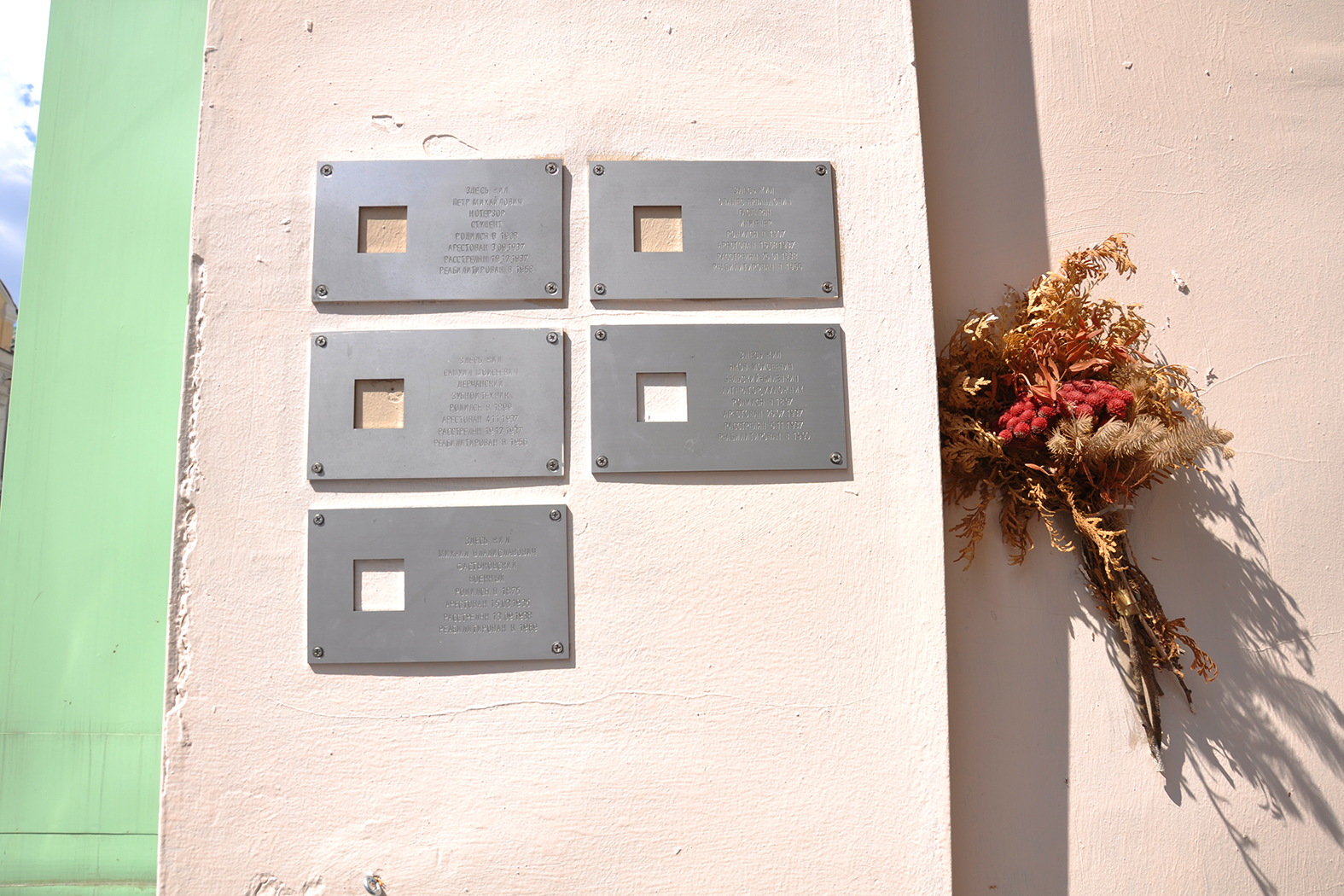
Последний адрес и цветы на доме, где жили Нотерзоры и другие расстрелянные

Отец, Пётр Михайлович Нотерзор (1908—1937), уроженец Полтавы, в 1935 году вернулся в СССР из Харбина, был расстрелян 19 декабря 1937 года по обвинению в шпионаже в пользу Японии. Мать — Фаина Михайловна Факторович (1911—2003). Дед и бабушка со стороны отца, Михаил Маркович (Мендель Мордхович) и Берта Лазаревна Ней, до революции владели в Полтаве галантерейным магазином, и, поселившись в 1930 году в Харбине, открыли там магазин одежды. Тётя, Мира Нотерзор (род. 1907), была актрисой Театра водного транспорта в Москве.
В 1960—1970-х — театральный актёр, артист Московского Театра им. Е. Вахтангова. Именно тогда взял сценический псевдоним Зорин. Через много лет рассказывал в интервью (журнал «Кругозор»):
— Инициатором сего псевдонима был выдающийся русский актёр Иосиф Моисеевич Толчанов, соратник Евгения Вахтангова, народный артист СССР, мой педагог по училищу и один из ведущих актёров Вахтанговского театра. «Какова фамилия ваша, молодой человек?» — переспрашивал Толчанов. «Но-тер-зор?! Ну, это же совсем не театральная фамилия. Давайте-ка лучше от последних трёх букв: ЗОР. Пускай будет Зорин!» Вот так и получилось.
Был в браке с актрисой Элеонорой Шашковой, в котором родилась дочь Антонина.
В 1980 году он эмигрировал из страны. В 1980—90 годах работал диктором на Радио Свобода (Мюнхен). С 1996 жил в США.
В том же интервью артист поведал, почему пришлось уехать из родной страны. Это и антисемитизм в театре (при жизни и руководстве Р. Н. Симонова это было бы невозможно), и стремительное падение уровня постановок, тоже произошедшее после смерти Рубена Николаевича Симонова, и конечно же, не могла не сказаться общая обстановка безысходности и серости в стране к началу 80-х…
Но главное — что с возрастом я всё больше ощущал себя евреем, и моя первая ошибка при эмиграции в том, что я не направился в Израиль, где есть театр «Габима», некогда созданный с участием самого Евгения Вахтангова, и в котором были бы открыты возможности для большей моей реализации. Хотя, грех Бога гневить: в эмиграции мне и озвучивать «русские» кинофильмы доводилось, и роли играть в театрах на Бродвее, и ряд лет работать на радио «Свобода» в Мюнхене…

Примерно так повёл разговор и Михаил Александрович Ульянов, который в начале 90-х — как раз в мой «мюнхенский» период — приехал в Германию. В то время Ульянов уже был художественным руководителем вахтанговского театра. Он говорит мне:

— Остался бы работать — глядишь, и Народного артиста получил бы, ты же хороший актёр…

Я в ответ:

— А вы бы меня взяли, если б я вернулся?

— Да я-то — с дорогой душой взял бы. Хоть сейчас. Только ведь в театре тебя предателем считают…

Словно и не прошли годы: там по-прежнему царила замшелая моральная атмосфера, от которой я и бежал. Ведь «предателем» я стал тотчас после разговора с Евгением Симоновым, которому сообщил о предстоящем отбытии. Тот моментально предупредил: отныне на сцену — ни ногой…

Работа на радио «Свобода» вовсе не затмила мне театр. Я и в Мюнхене играл в театре, и в США привозил свои работы. В Нью-Йорке ставил «Принцессу Турандот» Карло Гоцци, «Миллионершу» Бернарда Шоу, играл в пьесах «Москва — Нью-Йорк — Москва» (по мотивам «Варшавской мелодии»), «Сильнее любви» (по повести Б. Лавренёва «Сорок первый»), «Фиктивный брак» В. Войновича и других. Играл моноспектакль «Записки сумасшедшего» (по Гоголю). Да и сейчас, живя в штате Миссури, не думаю отказываться от творчества.

## Творчество

### Роли в театре (театр Вахтангова) (1959-1979)
- 1959 — «Маленькие трагедии» Пушкина. Режиссёр: Евгений Симонов — Ростовщик («Скупой рыцарь»)
- 1963 — «Принцесса Турандот». Режиссёр возобновления Рубен Н. Симонов — Труффальдино (эта роль перешла Э. Зорину после смерти исполнителя роли Труффальдино Максима Грекова; до того исполнял в этом же спектакле небольшую роль раба)
- 1971 — «Антоний и Клеопатра». Режиссёр-постановщик Евгений Симонов — Первый гонец
- 1974 — «Миллионерша» Б. Шоу. Режиссёр А. И. Ремизова — Управляющий
- 1979 — «Кот в сапогах» Гейнца (Генриха) Калау по мотивам сказки Шарля Перро. Режиссёр Светлана Джимбинова — Кот

### Фильмография
- 1961 — Вольный ветер — Микул
- 1962 — Интервью у весны (ТВ) — Вася (сцена из спектакля «Стряпуха замужем»)
- 1963 — Повесть о молодых супругах (ТВ) — Юрик
- 1963 — Регби (ТВ)
- 1964 — Укрощение строптивой (ТВ) — эпизод
- 1967 — В одном отделении (ТВ)
- 1967 — Курьер Кремля (ТВ) — ведущий
- 1968 — Возвращение (ТВ) — солдат
- 1968 — Ошибка резидента — Алик Ступин
- 1968 — Полёт (ТВ) —
- 1968 — Судьба играет человеком (ТВ) — инженер
- 1969 — Оперативная командировка (ТВ) — Лёнька
- 1969 — Пещерные люди (ТВ) — эпизод
- 1969 — Фауст (ТВ) — студент
- 1970 — Вот так Ахилл! (ТВ)
- 1970 — Испытание (ТВ)
- 1970 — Судьба резидента — Ступин Александр Николаевич (Алик)
- 1971 — Тысяча душ (ТВ) — Румянцев / Язвин
- 1971 — Принцесса Турандот (ТВ) — Труффальдино, начальник евнухов гарема Альтоума
- 1972 — Самый последний день — следователь Хорольский
- 1974 — Миллионерша — управляющий
- 1975 — Да мир перевернулся (ТВ)
- 1975 — Конармия (ТВ) — эпизод
- 1977 — Человек с ружьём (ТВ) — Малушкин
- 1978 — Вечер старинных русских водевилей — Карп Силыч Полуда (в водевиле «Дайте мне старуху»)
- 1979 — Кот в сапогах (ТВ) — Кот